# Meglehetősen jó nőkről álmodom
A Meglehetősen jó nőkről álmodom (angolul: Dream of Fair to Middling Women) Samuel Beckett első regénye, melyet 1932-ben mindössze 26 évesen írt.

## A regényről
Samuel Beckett első regénye angolul íródott 1932 tavaszán Párizsban. Miután az önéletrajzi elemekkel sűrűn átszőtt regényt a kiadók sorra visszautasították, Beckett félretette a kéziratot, mely ma a Readingi Egyetem Beckett gyűjteményében található. Három részlet jelent meg az idők folyamán a regényből: „Text” (The New Review, 1932); „Sedendo et quiescendo” (Transition, 1932); „Jem Higgins’s Love-Letter to the Alba”  (New Durham, 1965).
A kiadás sikertelenségét követően Beckett a regény részleteit is felhasználva alkotta meg More Pricks Than Kicks című novellafüzérét, amely 1934-ben jelent meg. A későbbiek folyamán, amikor Beckettnek már lehetősége lett volna kiadni a regényt, elzárkózott ettől. Mint barátjának, Eoin O'Briennek később mintegy magyarázatul megjegyezte, „ez az a bőrönd, amelybe vad gondolataimat zsúfoltam valaha.”
A teljes regény végül csak a szerző halála után három évvel, 1992-ben jelent meg a dublini Black Cat kiadó gondozásában Eoin O’Brien és Edith Fournier szerkesztésében. Ezt követően a könyvet kiadta az angol Calder Publications, illetve az amerikai Arcade Publishing.
Olyan könyvet fogok írni, mélázott Belacqua, (...) amelyben minden mondat hatásos és elegáns, de másként, mint az őt megelőző és követő oldalak mondatai.
A főhős Belacqua, egy író és tanár, aki nagyon hasonlít magához Becketthez. Ahogy Csűrös Miklós említi a regényről írt cikkében, a narrátor hangvétele „kétségbeesve humorizáló”, a „szatíra és a paródia szemüvegén át nézi a világot, semmilyen célpontot nem kímél, de legszívesebben önmaga hasonmására lövöldöz.” Beckett első regénye nem csak Belacqua viszontagságainak leírása, hanem ahogy Romhányi Török Gábor fogalmaz, a becketti életmű hevenyészett szótára, „amelyben az egész életműre érvényesen kereshetők vissza Beckett irodalmi gondolkodásának állomásai.” „Nem kiérlelt irodalmi remekművel, hanem Beckett életének drámájával találjuk szemben magunkat ezeken az oldalakon.”

## Magyar kiadása
A regény magyarul Romhányi Török Gábor fordításában jelent meg 2001-ben az Orpheusz Kiadó gondozásában. A fordítás a regény 1993-as londoni (Calder Publishing) kiadása alapján készült.
- Meglehetősen jó nőkről álmodom; ford. Romhányi Török Gábor; Orpheusz Könyvek, Bp., 2001